# Championnats de Russie de triathlon
Les championnats de Russie de triathlon ont lieu tous les ans.

## Palmarès du championnat de Russie courte distance élite
| Année | Hommes                | Hommes                | Hommes                 | Femmes               | Femmes               | Femmes                |  |
| ----- | --------------------- | --------------------- | ---------------------- | -------------------- | -------------------- | --------------------- |  |
| Année | 2003                  |                       |                        |                      | Irina Abysova        |                       |  |
| 2004  |                       |                       |                        |                      |                      |                       |  |
| 2005  |                       | Dmitry Polyansky      |                        |                      |                      |                       |  |
| 2006  |                       |                       |                        |                      |                      |                       |  |
| 2007  | Dmitry Polyansky      | Ivan Tutukin          | Kirill Goldovsky       | Irina Abysova        | Yevgenya Matveyeva   | Anna Boikova          |  |
| 2008  | Ivan Vasiliev         | Ivan Tutukin          | Anton Chuchko          | Olga Zausaylova      | Olga Dmitrieva       | Lyubov Ivanovskaya    |  |
| 2009  | Alexander Bryukhankov | Vladímir Turbayevskiy | Dmitry Polyansky       | Irina Abysova        | Olga Dmitrieva       | Anastasia Polyanskaya |  |
| 2010  | Vladímir Turbayevskiy | Ivan Vasiliev         | Yulian Malyshev        | Irina Abysova        | Alexandra Razarenova | Olga Dmitrieva        |  |
| 2011  | Alexander Bryukhankov | Dmitry Polyansky      | Valentin Meshcheryakov | Alexandra Razarenova | Irina Abysova        | Inna Gypsy            |  |
| 2012  | Alexander Bryukhankov | Vladímir Turbayevskiy | Valentin Meshcheryakov | Irina Abysova        | Arina Shulgina       |                       |  |
| 2013  | Dmitry Polyansky      | Vladímir Turbayevskiy | Andrey Bryukhankov     | Elena Danilova       | Irina Abysova        | Alexandra Razarenova  |  |
| 2014  | Dmitry Polyansky      | Vladímir Turbayevskiy | Anton Kozlov           | Irina Abysova        | Alexandra Razarenova | Mariya Shorets        |  |
| 2015  | Alexander Bryukhankov | Dmitry Polyansky      | Vladímir Turbayevskiy  | Alexandra Razarenova | Valentina Zapatrina  | Mariya Shorets        |  |
| 2016  | Dmitry Polyansky      | Vladímir Turbayevskiy | Denis Vasiliev         | Anastasia Abrosimova | Alexandra Razarenova | Mariya Shorets        |  |
| 2017  | Dmitry Polyansky      | Igor Polyansky        | Denis Vasiliev         | Elena Danilova       | Anastasia Abrosimova | Mariya Shorets        |  |
| 2018  | Vladímir Turbayevskiy | Alexander Bryukhankov | Dmitry Polyansky       | Elena Danilova       | Alexandra Razarenova | Anastasia Gorbunova   |  |
| 2019  | Dmitry Polyansky      | Anton Ponomarev       | Denis Vasiliev         | Alexandra Razarenova | Anastasia Gorbunova  | Elena Danilova        |  |
| 2020  | Grigory Antipov       | Dmitry Polyansky      | Ilya Prasolov          | Anastasia Gorbunova  | Valentina Riasova    | Elena Danilova        |  |
| 2021  | Grigory Antipov       | Ilya Prasolov         | Georgiy Klimenko       | Valentina Riasova    | Yuliya Golofeeva     | Diana Isakova         |  |